# 染矢慎二
染矢 慎二（そめや しんじ）は、日本のフィギュアスケート選手（男子シングル）。現在はコーチ。1982年全日本フィギュアスケート選手権優勝。法政大学卒業。

## 経歴
1976-1976年シーズン、無良隆志とともに創設されたばかりの世界ジュニア選手権に出場し9位となる。翌年の1976-1977年シーズンに2度目の出場となったが、前回より順位を上げたものの7位に終わった。
1982-1983年シーズン、全日本選手権で念願の初優勝を果たし、世界選手権に出場して18位に終わる。アマチュア引退後は新横浜プリンスホテルスケートセンターに所属するコーチとなり、のちに新横浜を拠点とした村主章枝や荒川静香などのコーチも務めた。

## 主な戦績
| 大会/年          | 1978-79 | 1979-80 | 1980-81 | 1981-82 | 1982-83 |
| ---------------- | ------- | ------- | ------- | ------- | ------- |
| 世界選手権       |         |         |         |         | 18      |
| 全日本選手権     | 3       |         |         |         | 1       |
| ユニバーシアード |         |         | 2       |         |         |
| NHK杯            |         | 7       | 6       |         |         |